# صباح فردي
صباح فردي (4 يونيو 1954) هي باحثة وعالمة آثار وأمينة متحف وأكاديمية جزائرية. طوال مسيرتها العلمية، تخصصت في الفن الروماني والمسيحي المبكر وفن العصور الوسطى في شمال أفريقيا، مع التركيز بشكل خاص على شخصية أوغسطينوس.
بالإضافة إلى ذلك، فهي أمينة متحف تيبازة والمتحف الأثري بشرشال . وباعتبارها أمينة، شاركت بشكل كبير في حماية وإدارة التراث الثقافي الجزائري.

## السيرة
ولدت فردي في 4 يونيو 1954. حصلت على درجة الدكتوراه في اختصاص العصور القديمة الكلاسيكية من جامعة بروفانس ‏ في عام 1982 ودبلومة من المعهد البابوي للآثار المسيحية في روما. بين عامي 1982 و1985، عُيّنت أمينةً لمتحف تيبازة  ثم متحف شرشال. ثم تولت فردي منصب رئيس المنطقة الأثرية في تيبازة حتى عام 2000. خلال هذه الفترة، من عام 1995 إلى عام 2001، عملت أمينةً عامةً للقسم العربي في المجلس الدولي للمتاحف، وهي منظمة تهدف إلى ربط أمناء المتاحف من الدول العربية.
بين عامي 2001 و2008، عملت فردي مفتشًا للتراث. وفي عام 2003، تحدثت في بوردو في يوم دراسي بعنوان «القديس أوغسطين: نوميديا ومجتمع عصره»، حيث قدمت العمل التعاوني الذي شاركت في تأليفه مع هيلين لافونت كوتورييه وفيليب شوفو «القديس أوغسطين: ذاكرة الجزائر». وقد وصف موريس سنيسر ‏ هذا العمل بأنه «فخم».
منذ عام 2008، صارت فردي باحثةً في المركز الوطني للبحوث في الآثار (CNRA). في مارس 2013، ألقت محاضرة في مدرسة الدراسات العليا للعلوم الاجتماعية في باريس حول «مجموعات الفسيفساء في المتاحف الأثرية في الجزائر». في عام 2019، نظمت فردي ندوة مخصصة للقديس أوغسطينوس.
وكجزء من أنشطتها كأمينة، فهي تشارك بشكل كبير في حماية التراث الثقافي الجزائري، ولا سيما من خلال دعم المشاريع التي تهدف إلى ربط وتطوير الحظائر الثقافية الجزائرية. بالإضافة إلى ذلك، فهي تشارك في إدارة المجموعة الوطنية للفسيفساء في الجزائر.